# Dwór Popławskich w Łysołajach

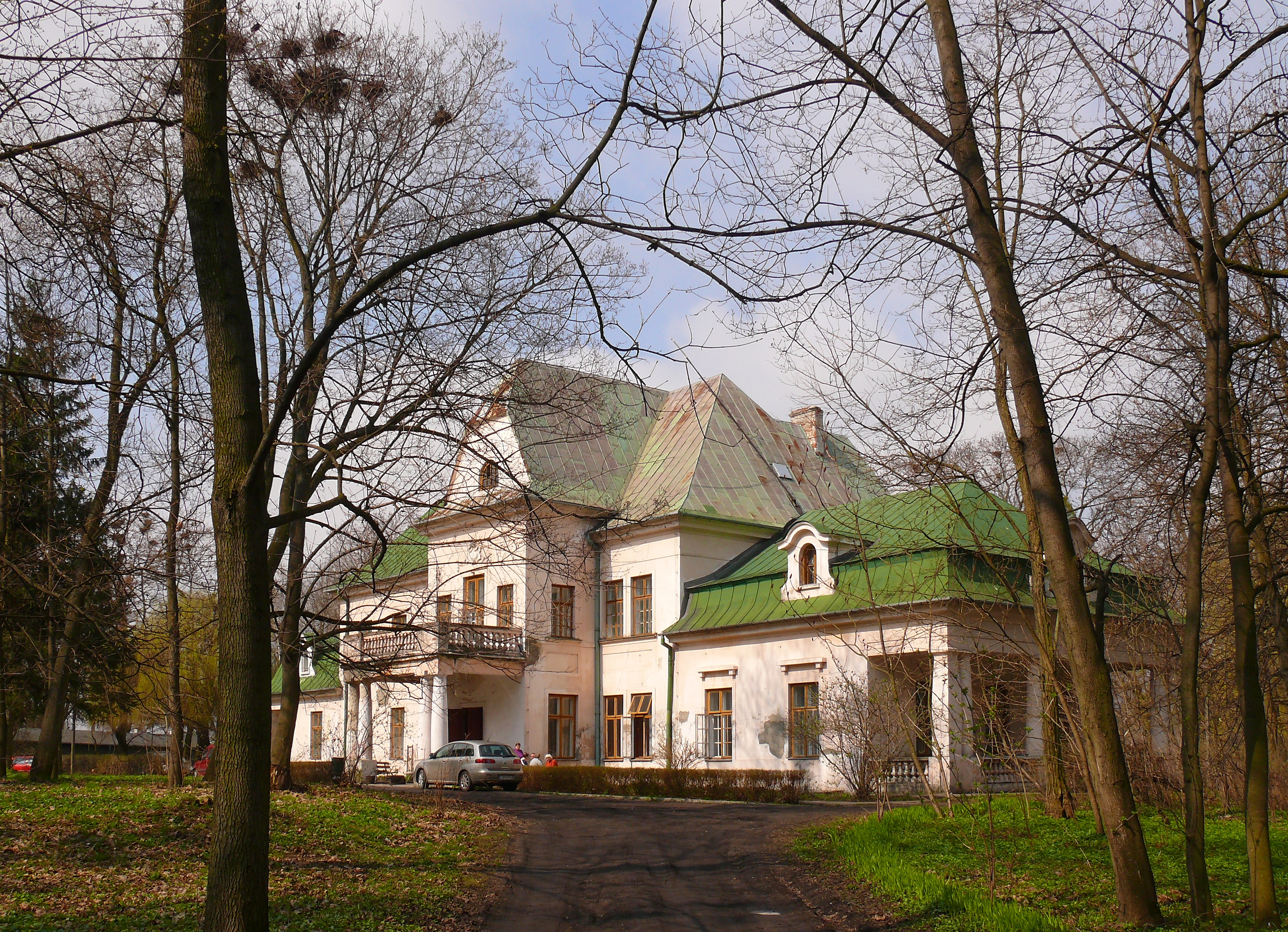
Pałacyk z zewnątrz

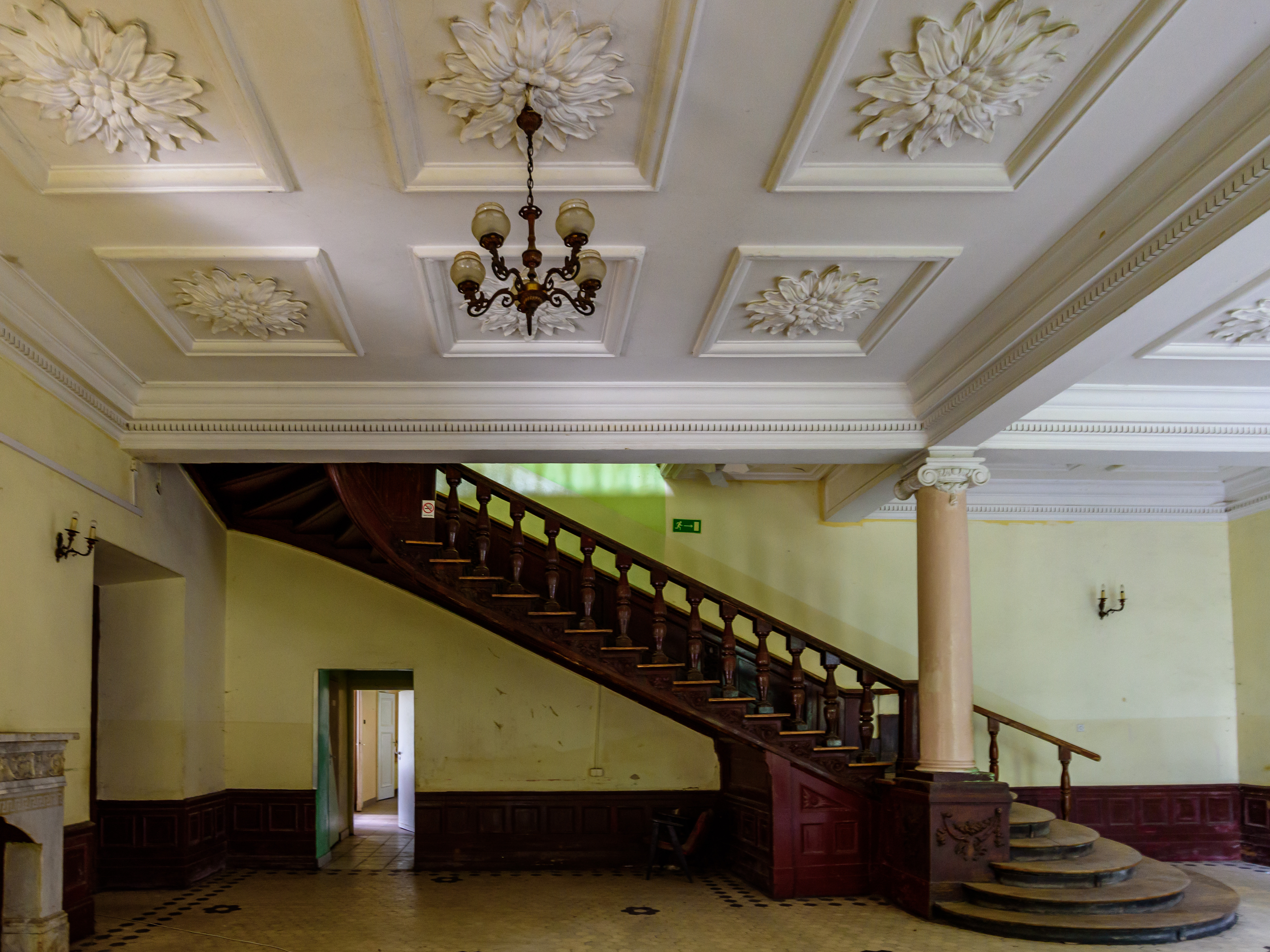
Wnętrze budynku

Dwór Popławskich – murowany pałacyk w stylu eklektycznym w Łysołajach wybudowany przez Tomasza Augusta Popławskiego ok. 1906 roku.

## Lokalizacja
Dwór znajduje się w parku w Łysołajach, otoczony bujną roślinnością i zbiornikami wodnymi. Na terenie parku znajduje się też kaplica, budynki gospodarcze oraz budynek mieszkalny.

## Historia
Tomasz Popławski, po odziedziczeniu posiadłości w 1904 roku, wybudował pałacyk w stylu eklektycznym na miejscu drewnianego dworku należącego do rodziny Popławskich od 1832 roku. Popławski był właścicielem majątku do II wojny światowej. Wtedy park, razem z zabudowaniami, został przejęty przez Niemców. Po wojnie majątek został upaństwowiony, a w budynku najpierw znajdowała się szkoła zawodowa, a następnie szpital psychiatryczny. W 1977 roku został wpisany do rejestru zabytków. 